# Cimó i Ifigènia (Leighton)
Cimó i Ifigènia és una pintura a l'oli sobre tela del pintor prerafaelita Frederic Leighton. La pintura no té una data certificada, si bé es coneix que va ser exposada per primer cop a la Royal Academy de Londres, el 1884. La Galeria d'Art de Nova Gal·les del Sud de Sydney, Austràlia, la va adquirir a Christie's de Londres l'any 1976.

## Antecedents
Segons un article publicat el 1897, Leighton va passar sis mesos buscant per tot Europa una model que coincidís amb el seu ideal imaginat d'Ifigènia per a la seva interpretació pretesa de Cimó i Ifigènia. Va veure a una jove actriu, Dorothy Dene, en un teatre de Londres i la seva recerca va acabar. Amb una bellesa d'estil grec clàssic, Dene tenia el cabell ondulat daurat amb una excel·lent textura de pell i una coloració de cara; era més alta que la mitjana amb els braços gràcils i les cames juntes amb un "bust exquisidament modelat". Va aparèixer en altres obres de Leighton, incloent "Noies gregues juguen a pilota" i "Lluna d'Estiu". Lena, una de les germanes menors de Dene, apareix a la pintura com l'esclau nen. En altres pintures de Leighton apareix Dene, com ara: El Bany de Psique, Clytie, Perseu i Andròmeda, Solitud, El retorn de Persèfone i La Vestal.
La pintura li va prendre vuit mesos fins a completar-la; Leighton va realitzar una sèrie de dibuixos lineals per intentar capturar la posició que volia per al personatge central. Se sap que va fer al voltant de 56, alguns amb tan sols alguns detalls complementaris de la peça. El crític d'art anglès Peter Nahum descriu la pintura com "central entre les obres posteriors de Leighton", una opinió que Russell Barrington considerava compartida pel mateix Leighton. La seva obra Idil·li datada uns quants anys abans té alguns elements similars però no la mateixa complexitat de Cimó i Ifigènia. Les dues composicions destaquen la diferència entre la pell blanca d'una dona amb un home de pell fosca; tots dos compten amb una dona de cos sencer descans sota un arbre amb una il·luminació similars.

## Descripció
Les dimensions de l'oli sobre tela és de 163 per 328 centímetres. Es basa en un conte del Decameró de Giovanni Boccaccio i la pintura descriu una escena del primer conte del cinquè dia; Ifigènia està dormint al bosc i Cimó, un jove noble, està mirant fixament la seva bellesa que l'omple d'inspiració. Després d'observar-la, Cimó passa de tenir males maneres a ser un polímata ideal. Nahum sentir "ha posat èmfasi en el poder transformador de la bellesa noble.[10] Nahum sentia "emfasitzar el poder transformador de la bellesa." Boccaccio situa la història en primavera; Leighton va preferir l'ambient d'un més tardoral. L'artista era molt precís sobre l'estat d'ànim que volia reflectir mitjançant la descripció de la configuració de l'hora del dia com "la més misteriosament bella del conjunt de les vint-i-quatre hores". Volia capturar la impressió general de somnolència just abans d'anar a dormir, especialment els dies calorosos quan la nit comença a caure. La pintura capta el moment en què hi ha el "més mínim llavi de la lluna", mostrant a l'horitzó sobre el mar i l'atmosfera "obsessionat encara amb el color de la resplendor quan el sol ja s'ha amagat per l'oest."
Ifigènia està tombada amb la cara i el tors girat lleugerament a la seva dreta, els braços s'eleven per sobre del cap. El seu cos està lleugerament cobert de robes i la representació de la seva figura va ser descrita com "magistral" per un escriptor anomenat "Mentezuma" en el seu informe d'Art Amateur de l'exposició de la Royal Academy de 1884. Les altres figures dormides són serfs d'Ifigènia i un gos. Segons Greenhough White Leighton va tenir la capacitat de mostrar "la perfecció del repòs" i l'"abandonament de si mateixa i la inconsciència del somni", un efecte fet servir en aquesta pintura com a la seva obra anterior titulada Lluna d'estiu.

## Exposicions i procedència
La pintura va ser exhibida per primer cop a la Royal Academy of Arts de 1884. Després de veure-la a l'exposició un crític anònim francès va informar que no recordava "un efecte més original de la llum i el color, que s'utilitza en el tractament ampli, cert, i ideal de formes encantadores." A l'any següent, el 1885, es va exhibir a Berlín. Es tornava a mostrar de nou a la Royal Academy l'hivern de 1897, en una exposició commemorativa de les seves obres després de la seva mort el 25 de gener de 1896. Va participar en una altra exposició de 1897, anomenada "Guildhall", de la que no es tenen detalls. Sir W. E. Cuthbert Quilter va ser el propietari de la pintura fins que va ser venuda entre la seva col·lecció d'art el juliol de 1909. Va canviar de propietari diverses vegades dins el Regne Unit abans de ser adquirida per la Galeria d'Art de Nova Gal·les del Sud, Austràlia, el febrer de 1976, que també va adquirir un estudi de color de l'obra, de 23,5 per 46,5 centímetres el 1986. Entre febrer i abril de 1996 el museu va dedicar una exposició a l'obra de Leighton.